# Samuel B. Roberts (Schiff, 1944)
Die Samuel B. Roberts, auch USS Samuel B. Roberts (Kennung: DE-413), war ein Geleitzerstörer der John-C.-Butler-Klasse der United States Navy. Das Schiff, das nur knapp sechs Monate bei der US-Marine in Dienst stand, wurde vor allem für seinen Einsatz während der Seeschlacht vor Samar bekannt, während der es am 25. Oktober 1944 sank.

## Geschichte

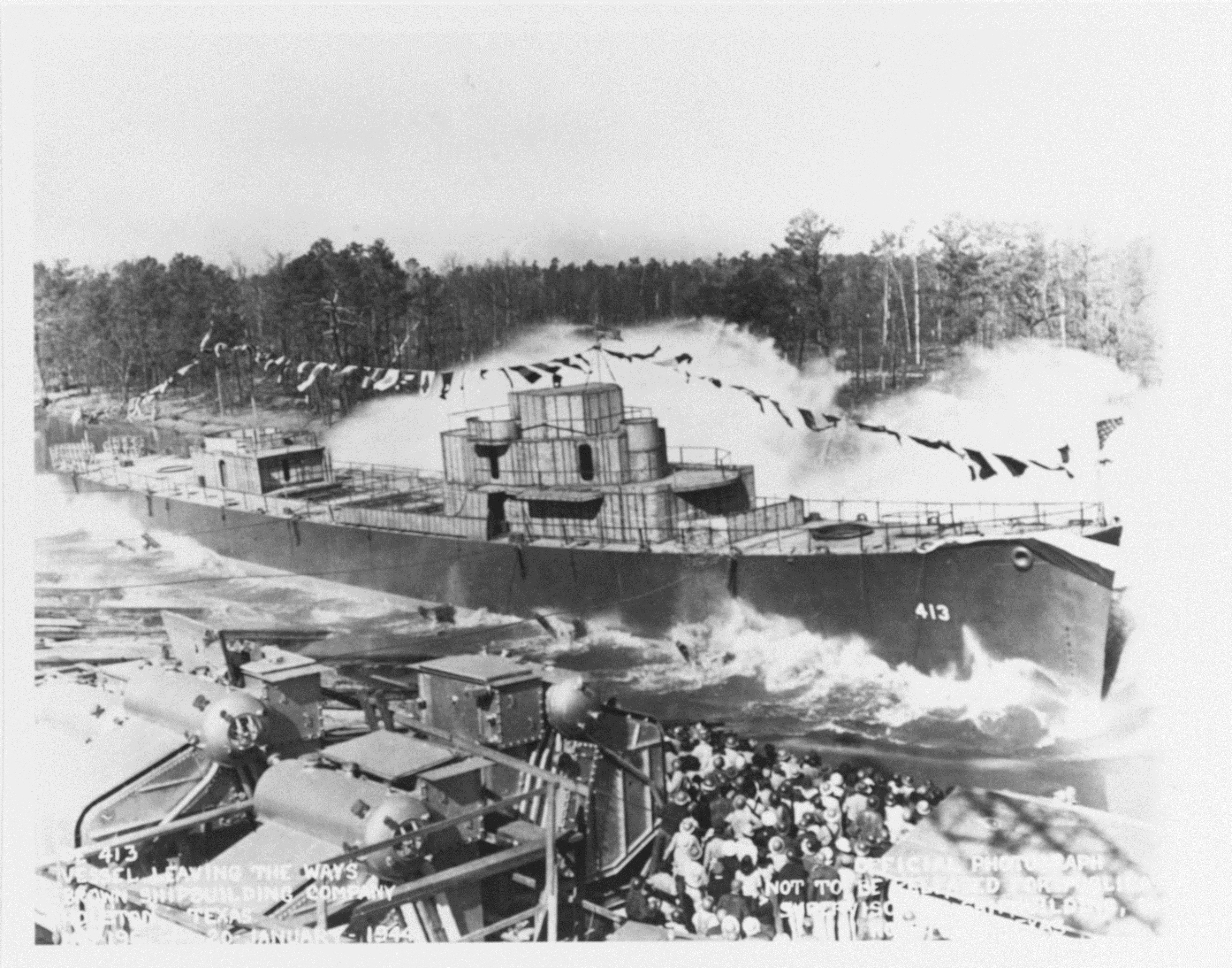
Stapellauf am 20. Januar 1944

Die Samuel B. Roberts wurde am 6. Dezember 1943 bei Brown Shipbuilding in Houston, Texas auf Kiel gelegt. Nach der Taufe durch die Witwe des Namensgebers Samuel B. Roberts wurde das Schiff am 20. Januar 1944 vom Stapel gelassen. Die Indienststellung bei der US-Marine erfolgte am 28. April 1944 unter dem Kommando von Lt. Comdr. R. W. Copeland.
Nach ersten Erprobungsfahrten vor den Bermudas zwischen dem 21. Mai und dem 19. Juni und einem Werftaufenthalt im Boston Navy Yard verließ die Samuel B. Roberts Norfolk am 22. Juli, durchquerte fünf Tage später den Panamakanal und wurde Teil der Pazifikflotte.
Am 10. August traf der Zerstörer in Pearl Harbor ein, am 21. August lief die Samuel B. Roberts mit einem Konvoi nach Eniwetok, wo sie am 30. August eintraf. Nachdem sie bei Manus der Task Unit 77.4.3 (Rufzeichen Taffy 3) zugeteilt wurde, lief sie in den Golf von Leyte, wo sie als Teil der Northern Air Support Group vor Samar operierte.
Am Morgen des 25. Oktober 1944 sicherte die Samuel B. Roberts zusammen mit anderen leichten Einheiten einen Verband von Geleitflugzeugträgern im Seegebiet vor Samar, als ein japanischer Kampfverband am Horizont erschien und das Feuer eröffnete. Die Samuel B. Roberts beteiligte sich an einem waghalsigen Torpedoangriff auf die japanischen Kreuzer, sie konnte dabei einen Torpedotreffer auf der Chōkai landen. Zusätzlich beschoss der Geleitzerstörer das weit überlegene Kriegsschiff noch mit seinen Geschützen und sorgte für schwere Schäden an Deck. Auch den Kreuzer Chikuma griff die Samuel B. Roberts mit ihren Geschützen an und konnte mehrere Treffer im Bereich der Brücke erzielen. Kurz darauf wurde der Zerstörer aber von einer 20,3-cm-Salve eines Kreuzers und einer 35,56-cm-Salve des Schlachtschiffs Kongō auf Höhe des Maschinenraums getroffen, die ein zehn mal drei Meter großes Loch in den Rumpf riss. Der Kommandant gab daraufhin den Befehl, das Schiff zu evakuieren, 30 Minuten später sank die Samuel B. Roberts mit 89 Besatzungsmitgliedern. 120 Überlebende wurden nach zwei Tagen gerettet.
Die Samuel B. Roberts erhielt für ihren Einsatz einen Battle Star und wurde ausdrücklich in der Presidential Unit Citation für die Task Unit 77.4.3 “for extraordinary heroism in action.” (deutsch: „für außergewöhnliches Heldentum im Einsatz“) erwähnt. Sie wurde am 27. November 1944 aus dem Naval Vessel Register gestrichen.

## Wrack
Im Juni 2022 suchte ein Expeditionsteam geführt von Victor Vescovo vor der Küste von Samar nach den Wracks der Gambier Bay und der Samuel B. Roberts. Beim zweiten von sechs Tauchgängen konnte mithilfe eines Seitensichtsonars am 18. Juni 2022 die Torpedorohre der Samuel B. Roberts lokalisiert werden. Am 22. Juni 2022 konnten Vescovo und Morizet dann das Wrack in 6865 m Tiefe finden und inspizieren. In ersten Mitteilungen wurde eine Tiefe von 6895 m angegeben, aber nach der Auswertung der Messwerte wurde die um 30 m niedrigere Tiefe errechnet. Gegenwärtig gilt es damit als das tiefstgelegene je gefundene Schiffswrack der Weltmeere. Das Heck liegt ca. 10 m entfernt vom Hauptteil des Wracks. Anhand der Schäden im Bugbereich wird vermutet, dass der Rumpf mit dem Bug zuerst auf den Meeresboden aufschlug.

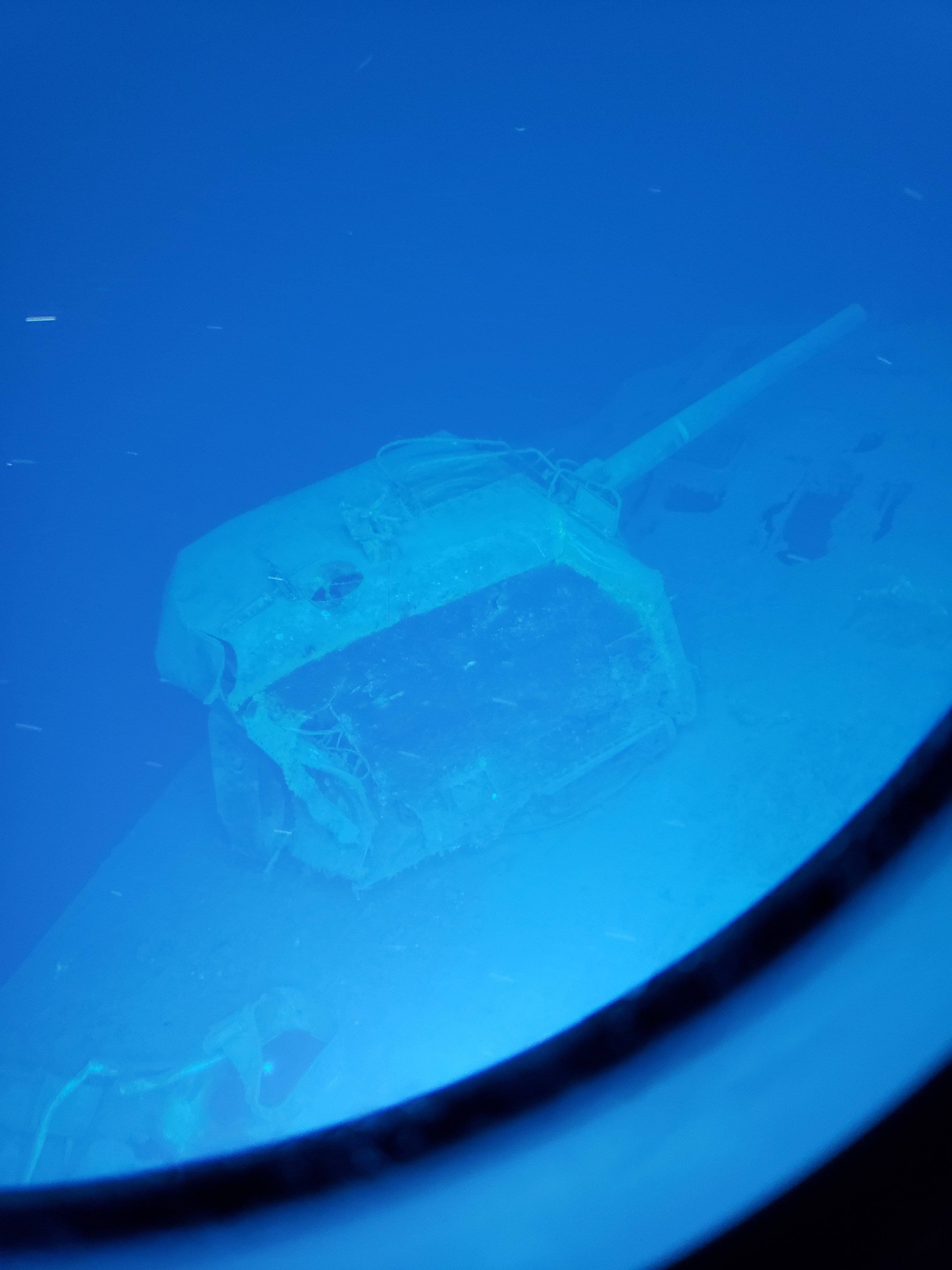
Hinteres 5 Zoll Geschütz
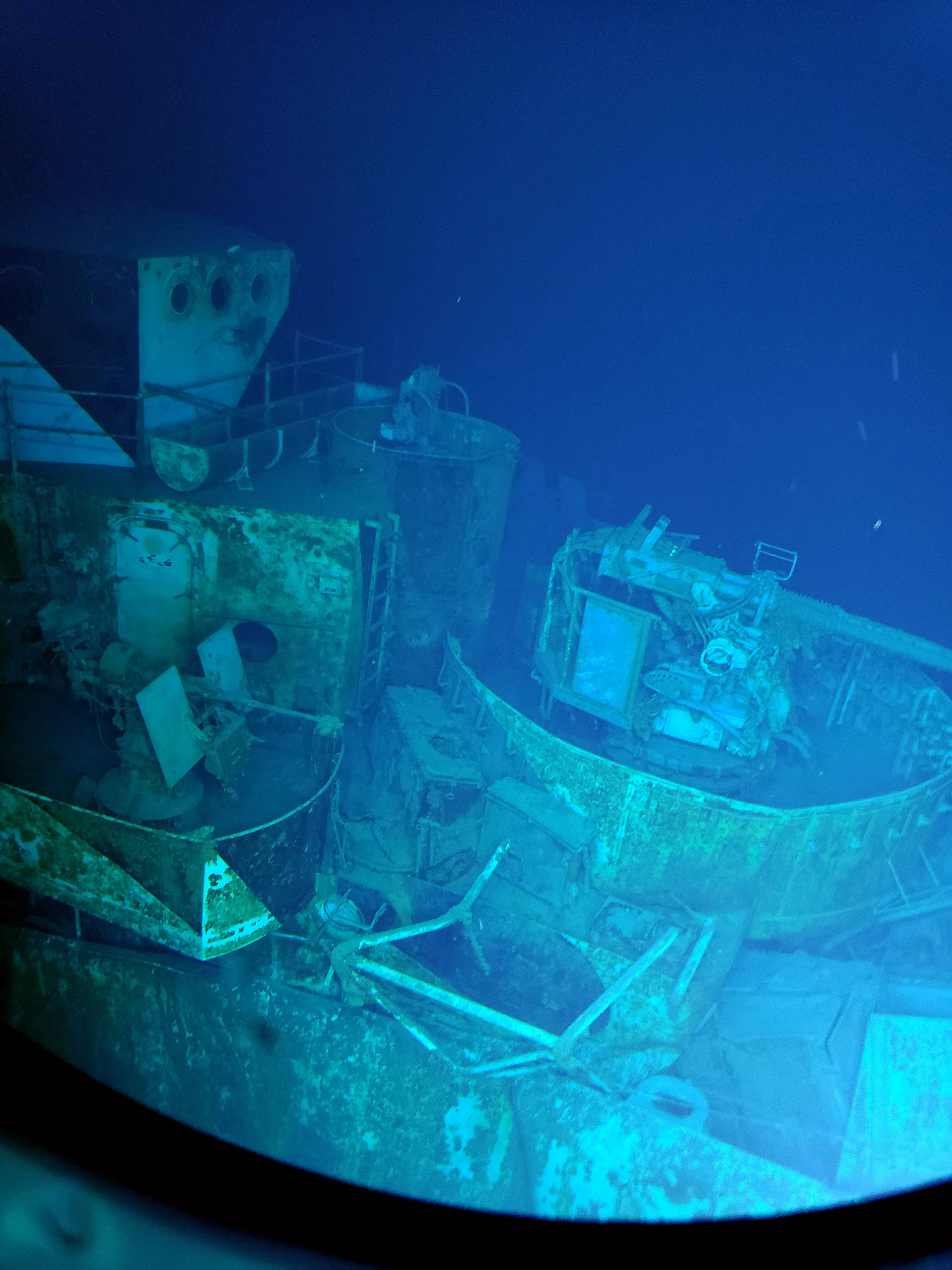
Kommandobrücke und 40mm Bofors Geschütz
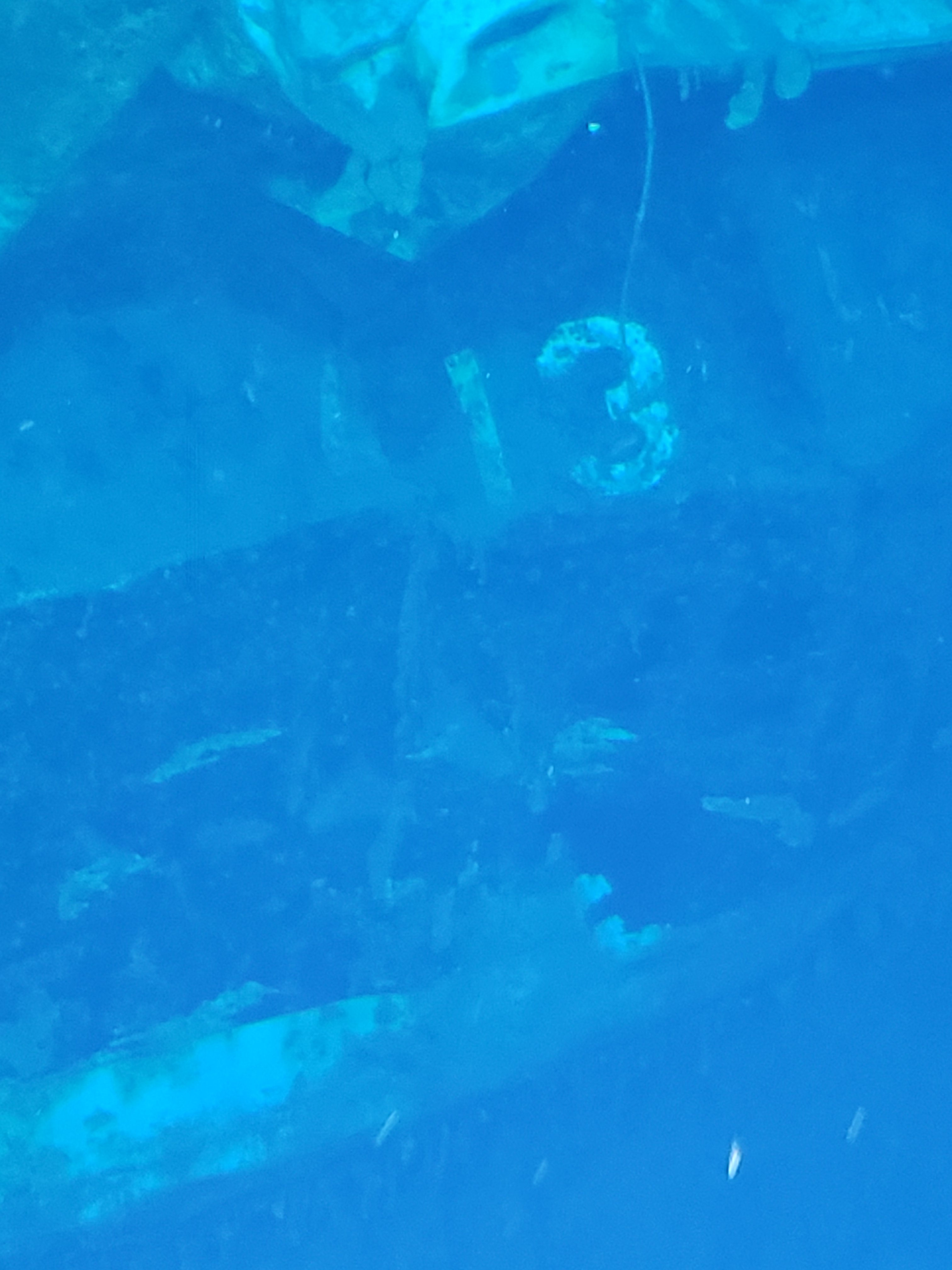
Schiffskennung 413
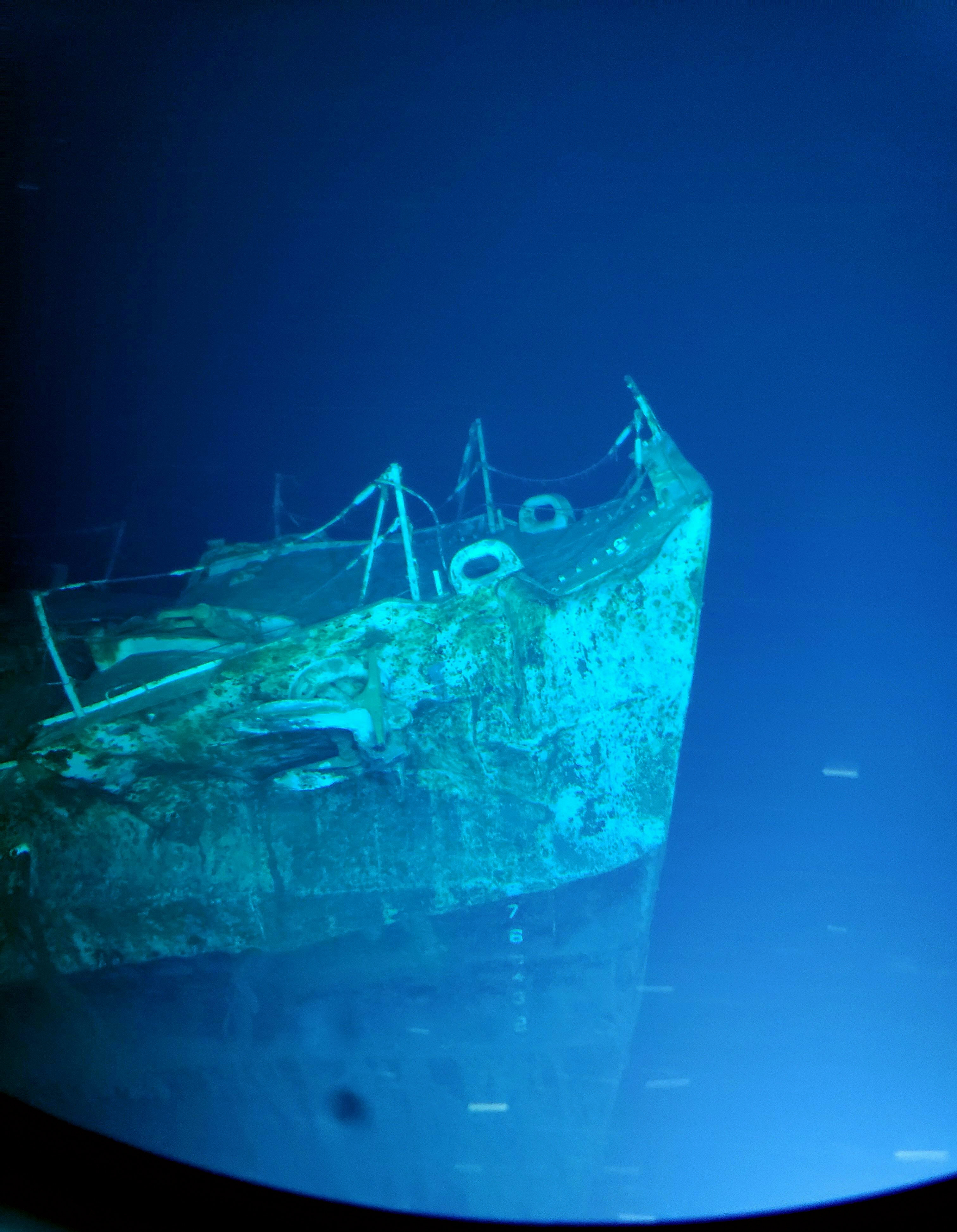
Bug